# Karl-Liebknecht-Straße 3a

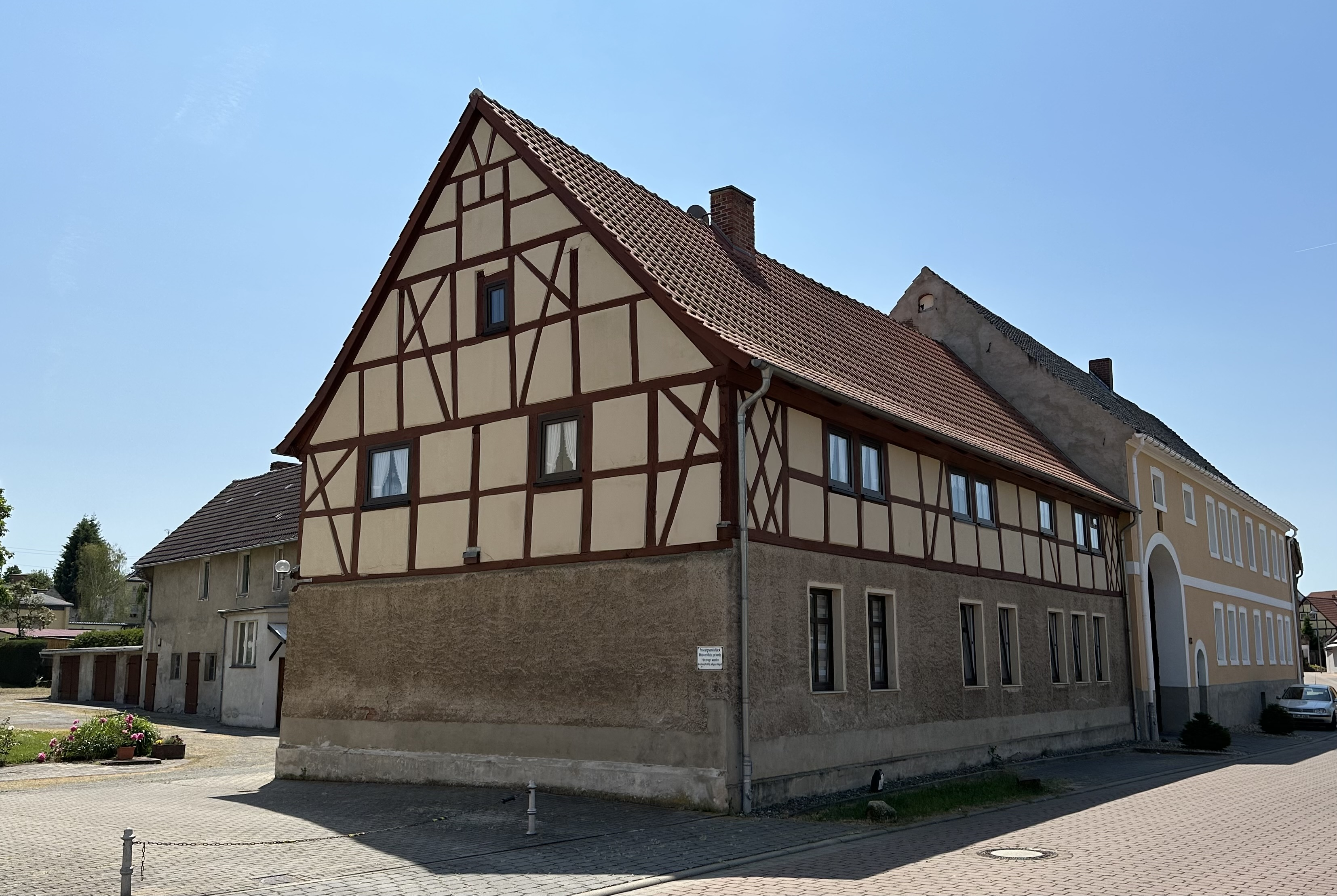
Karl-Liebknecht-Straße 3a, 2023

Karl-Liebknecht-Straße 3a ist ein denkmalgeschütztes Wohnhaus in der Gemeinde Hohe Börde in Sachsen-Anhalt.

## Lage
Es befindet sich im Zentrum des Ortsteils Niederndodeleben auf der Südseite der Karl-Liebknecht-Straße und ist traufständig zur Straße hin ausgerichtet.

## Architektur und Geschichte
Das zweigeschossige Gebäude stammt vom Anfang des 18. Jahrhunderts und wurde in Fachwerkbauweise errichtet, wobei das Erdgeschoss in massiver Form ausgeführt wurde. Das Fachwerk ist mit Zierelementen versehen. So bestehen am Giebel K-Streben mit überkreuzten Hölzern. Traufseitig finden sich an den Ecken doppelte Rautenkreuze. Bedeckt ist der Bau mit einem Satteldach.
Auf der Rückseite des Wohnhauses geht im rechten Winkel nach Süden ein langgestreckter Hofbau ab.
Im Denkmalverzeichnis des Landes Sachsen-Anhalt ist das Wohnhaus unter der Erfassungsnummer 094 75598 als Baudenkmal eingetragen.